# رفراندوم قانون اساسی پرو (۲۰۱۸)
رفراندوم قانون اساسی پرو (انگلیسی: 2018 Peruvian constitutional referendum) یک همه‌پرسی قانون اساسی در ۹ دسامبر ۲۰۱۸ همزمان با دور دوم انتخابات منطقه‌ای پرو و شهرداری و  انتخابات فرمانداری پرو برگزار شد. این رفراندوم که در ابتدا توسط رئیس‌جمهور مارتین بیسکارا پیشنهاد شد، وی سه مصوبه از چهار مصوبه پیشنهادی را پذیرفت. اما پیشنهاد نهایی توسط مجلسین سنا و پارلمان رد شد که در نتیجه مارتین بیسکارا پیشنهاد خود را بدنبال تصویب کنگره که منجر به قدرت ضعیف‌تر ریاست‌جمهوری می‌شد، پس گرفت.

## پیشینه
پس از افتضاح عملیات کارواش در برزیل که مشخص شد چهار نفر از روسای جمهور سابق پرو، که در رسوایی‌های فساد دخیل بودند، مردم پرو خواستار پاسخگویی دولت به فساد شدند. رئیس‌جمهور مارتین بیسکارا پس از استعفای رئیس‌جمهور پدرو پابلو کوچینسکی که در تاریخ ۲۳ مارس ۲۰۱۸متهم شد که پرویی‌ها کاملاً در فساد دست داشتند، قول داد تا جنبش ضد فساد در پرو را رهبری کند.

## نتیجه
در نهایت پرویی‌ها سه پیشنهاد اول رفراندوم را پذیرفتند، اما بدنبال ارجاع پیشنهاد به مجلسین سنا و پارلمان. رئیس‌جمهور مارتین ویسکارا پس از مخالفت کامل مجلسین پیشنهادش را پس گرفت.